# Art of Doubt
Art of Doubt è il settimo album in studio del gruppo musicale canadese Metric, pubblicato nel 2018.

## Tracce
1. Dark Saturday – 3:50
2. Love You Back – 4:07
3. Die Happy – 4:05
4. Now or Never Now – 6:19
5. Art of Doubt – 4:50
6. Underline the Black – 4:35
7. Dressed to Suppress – 5:42
8. Risk – 5:24
9. Seven Rules – 5:08
10. Holding Out – 3:57
11. Anticipate – 3:45
12. No Lights on the Horizon – 6:34